# Knob Creek Farm
La Knob Creek Farm è una sezione non contigua dell'Abraham Lincoln Birthplace National Historical Park dal 2001; prima di quella data era di proprietà privata. Dal 1811 al 1816 fu la fattoria in cui visse la sua prima infanzia il futuro presidente degli Stati Uniti d'America Abraham Lincoln, che avrà in seguito l'occasione di definirla il suo "earliest recollection". Il sito è composto da quattro edifici, due dei quali sono di natura storica.
La superficie totale è di 228 acri (92 ha), sebbene la Lincoln (famiglia) ne abitasse solamente 30 (12 ha). Il padre Thomas Lincoln I prese in affitto la terra dalla "Old Cumberland Trail" (l'odierna "U.S. Route 31E") nella speranza di poter riuscire ad acquistare la Sinking Spring Farm, dove era nato Abraham.

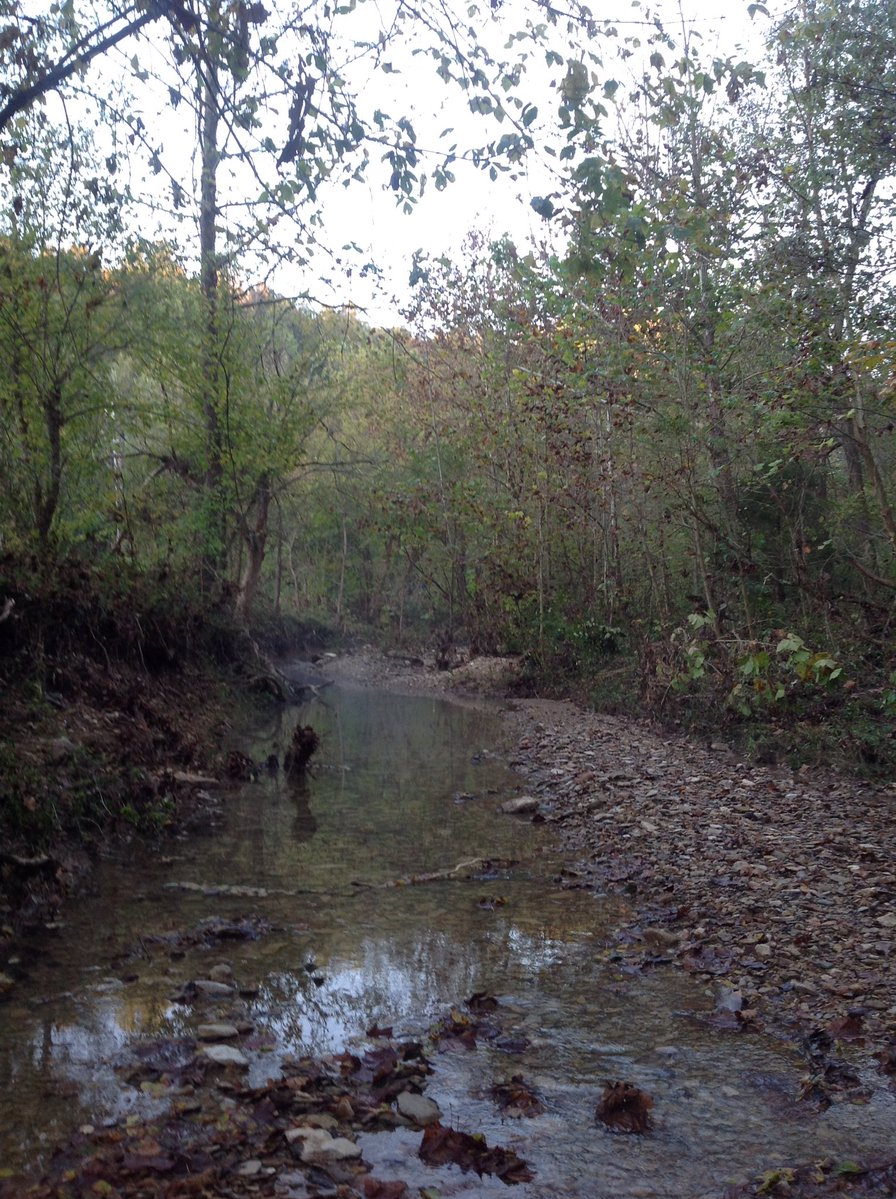
Il Knob Creek.

Nella casa di Knob Creek, il fratello minore, Thomas II, vi nacque e morì. Lo stesso Lincoln rischiò quasi di morire per annegamento nel torrente situato nei pressi della fattoria, ma venne provvidenzialmente aiutato dal vicino e amico Austin Gollaher il quale gli porse un ramo per salvarlo dalle acque gonfie di pioggia.
Nel 1816 la famiglia di Lincoln si trasferì in una nuova fattoria dell'Indiana, che viene conservata sotto la denominazione di Lincoln Boyhood National Memorial.
La baita in cui vivevano i Lincoln fu in seguito spostata e ri-progettata da Austin Gollaher. Egli prese la vecchia casa e usò i tronchi ricavati per costruirvi una stalla a circa un miglio lungo la strada. Anni dopo essa venne spazzata via da un'esondazione.

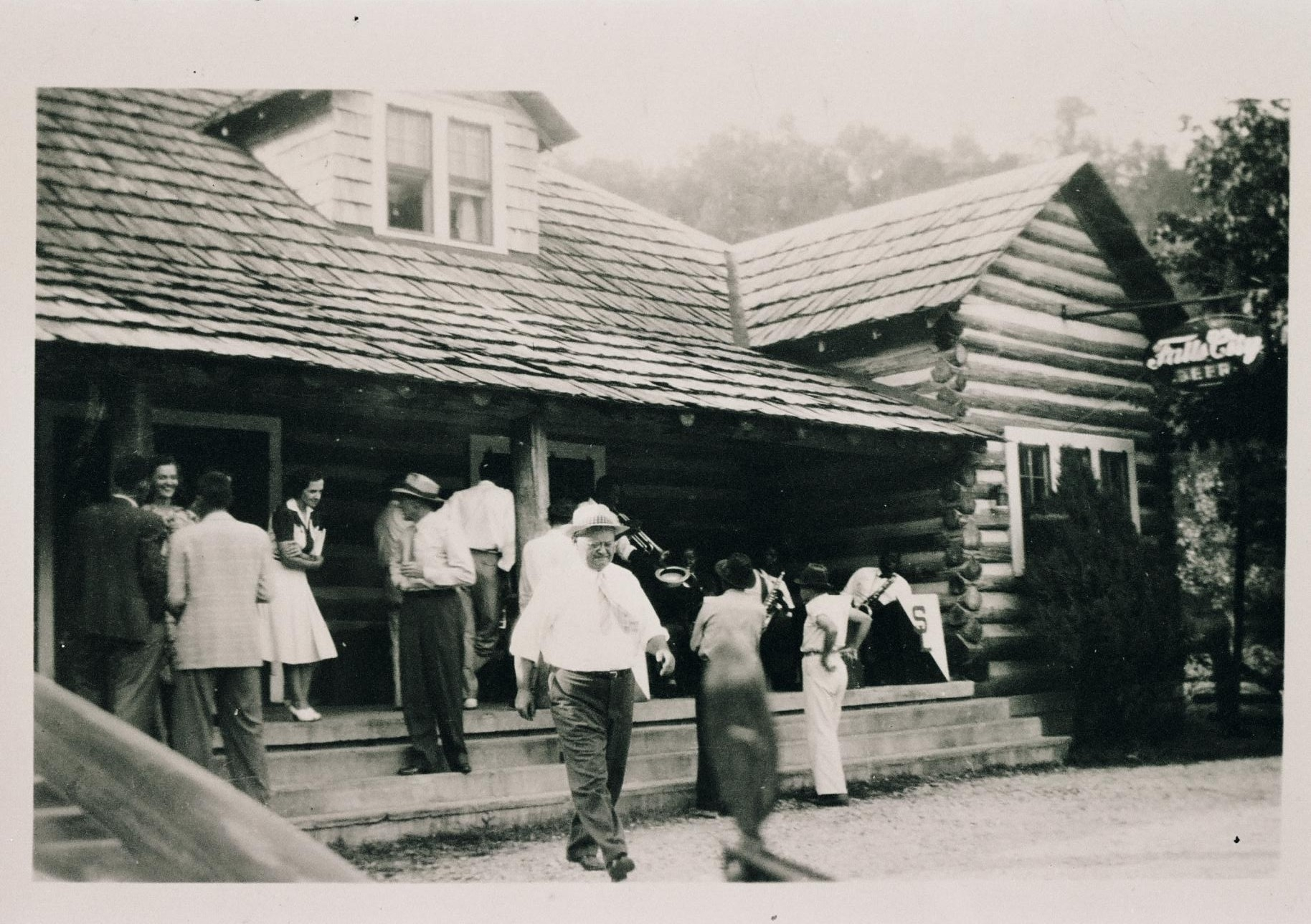
Visitatori alla Lincoln Tavern.

I due edifici storici sono la Lincoln Tavern e la Cabin Gollaher. La taverna fu costruita nel 1933 al costo di 4200 $; la struttura di 1,5 piani era costruita con tronchi e cemento in un piano asimmetrico.
La cabin Gollaher fu invece costruita intorno all'anno 1800 e si trasferì nella posizione attuale per riflettere su come sarebbe stata l'originale capanna di tronchi dei Lincoln. È la capanna in cui la famiglia Gollaher visse durante il soggiorno dei Lincoln a Knob Creek Farm.
La taverna venne costruita per incassare i guadagni del fiorente commercio turistico che giunse fino alla Contea di LaRue per poter ammirare i siti collegati alla vita del presidente, proprio come lo era il Nancy Lincoln Inn. In origine era una sala da ballo che serviva liquore, ma quando sopraggiunse l'era del proibizionismo fu convertita in un museo e in un negozio di souvenir, come rimane ai giorni nostri. Nel corso degli anni 1980 in 20.000 visitarono annualmente il complesso.
La fattoria è stata inserita nel National Register of Historic Places a partire dal 16 novembre 1988, grazie al ruolo assunto nel turismo del Kentucky. Ulteriori dettagli sulla storia e le caratteristiche specifiche del sito vengono trattati in un rapporto sugli NPS del 2006.